# ترافيس إم. كير
ترافيس إم. كير (بالإنجليزية: Travis M. Kerr)‏ هو شخصية أعمال أمريكي، ولد في 28 يوليو 1902 في أوكلاهوما في الولايات المتحدة، وتوفي في 7 يونيو 1970 في بيفرلي هيلز في الولايات المتحدة.